# Himamaylan
Himamaylan (officiellt City of Himamaylan) är en stad i Filippinerna. Den ligger i provinsen Negros Occidental i regionen Västra Visayas och har 88 684 invånare (folkräkning 1 maj 2000).
Staden är indelad i 19 smådistrikt, barangayer, varav 13 är klassificerade som landsbygdsdistrikt och 6 som tätortsdistrikt.